# Frithjof Olstad
Karl Frithjof Olstad (* 23. November 1890 in Tønsberg; † 16. Dezember 1956 in Oslo) war ein norwegischer Ruderer.

## Karriere
Olstad nahm 1912 an den Olympischen Spielen in Stockholm teil und gewann im Vierer mit Steuermann in der Bootsklasse Dollengig die Bronzemedaille.